# 山川里海
山川 里海（　やまかわ さとみ ）は、愛知県津島市出身の劇作家。本名は野口 久(のぐち ひさ)。愛知県津島市在住。

## 【来歴】
愛知県津島市生まれ。愛知県立中村高等学校。静岡県立静岡女子大学卒業。
・1999年：子どものための読書・作文講座「言葉の泉」開講。
・2004年~2008年：木曽三川RECC（River Ecorogy Culture ＆　Children）代表。木曽三川流域の子育てファミリーを対象とするヨシ原再生・生物観察・水源森の保全体験活動を企画・運営。
・2008年：「言葉の泉」やまかわさとみ事務所代表。名古屋城本丸御殿の復元をテーマとする新作狂言「夢つくり」　を皮切りに新作狂言の制作・能楽公演プロデュースを開始。文化庁「伝統文化親子教室」「コミュニケーション能力向上事業」　企画運営。
・2010年：木曽三川子ども狂言クラブ　共同代表。地域づくり人づくりをテーマとし、新作狂言の制作・継承を通じて、川・森の保全と木曽三川流域の子どもたちのシビックプライド・コミュニケーション能力の向上を目的とする活動の企画・運営。2024年「山川里海の能楽会」に改称　代表理事を務める。
・2019年~2021年　加藤清正公国づくり狂言プロジェクト　制作責任者　
・2020年：脳能プロジェクト　共同代表。「脳科学」「能楽」をテーマとし、高齢化社会の介護予防に資する催しを企画・運営。

## 【受賞】
- 土木広報大賞　イベント部門準優秀部門賞 - (公社)土木学会(2021年)
- 土木広報大賞　審査員賞 - 土木学会 (2018年)
- 日本水大賞　審査部会特別賞 - 日本河川協会第20回 日本水大賞(2018年)
- 市民普請大賞　審査員特別賞 - 土木学会(2017年)
- 清流ミナモ賞 (県知事賞)- 岐阜県(2015年)
- 市民普請大賞　入賞 - 土木学会(2015年)
- グッドライフアワード環境と学び特別賞 - 環境省(2015年)
- 河川功労者表彰 - 日本河川協会(2008年)
- 国民文化祭児童文学賞(1999年)

## 【作品】
◆新作能「草薙神剣」（くさなぎのみつるぎ）（初演2024年）テーマ：古代の国つくり（街道・湊・沿岸航路：伝承の旅MAP）

【初演】　2024年11月2日　【会場】名古屋能楽堂　
【主催】やっとかめ文化祭実行委員会［構成団体：名古屋市、名古屋市教育委員会、（公財）名古屋市文化振興事業団、(公財）名古屋観光コンベンションビューロー、（公財）名古屋まちづくり公社、中日新聞社、名古屋観光ブランド協会、NPO法人大ナゴヤ・ユニバーシティー・ネットワーク］
【出演】　シテ（八岐大蛇）／柏山聡子、　シテ（日本武尊・ミヤズヒメ）／衣斐愛、　子方（オトタチバナヒメ）／千田奈桜子、ワキ（天武天皇）／飯冨雅介、ワキツレ（皇子）／橋本宰、椙元正樹、　アイ（火神）／井上松次郎、　アイ（水神）／鹿島俊裕、笛／竹市学　小鼓／船戸昭弘、大鼓／河村眞之介、太鼓／加藤洋輝、後見／衣斐正宜、和久荘太郎、　地謡／東川尚史、内藤飛能、金森良充、平田正文、石森智幸、中村成利　
◆認知症に寄り添う新作狂言「閻魔返し」　(初演2022年）

【初演 】2022年10月15日　
【会場】名古屋能楽堂　
【主催】脳能プロジェクト
【出演】男：佐藤友彦、閻魔：井上松次郎、妻：佐藤融 　笛：山村友子、小鼓：久田陽春子、大鼓：河村眞之介　

【第2演】2025年2月8日「脳と身体を狂言でリフレッシュ」
【会場】津島市文化会館大ホール　
【主催】津島市　
【出演】男：佐藤友彦、閻魔：井上松次郎、妻：鹿島俊裕

◆加藤清正公国づくり狂言「熊本三獣士」　テーマ：戦国武将の治水・利水・人づくり　(初演2021年)

【初演】2021年5月22日　
【会場】熊本城加藤神社特設舞台　
【主催】加藤神社崇敬会
【出演】花岡山の白狐：大藏基誠、船場の古狸：野村又三郎、浄池廟の論語猿：茂山忠三郎、殿様：野口隆行、小狸：熊本市選出児童4人、笛：相原一彦、大鼓：河村凜太郎、小鼓：久田陽春子、太鼓：加藤洋輝

【第2演】2021年5月23日　
【会場】肥後本妙寺本堂　
【主催】国づくり狂言プロジェクト
【出演】花岡山の白狐：大藏基誠、船場の古狸：野村又三郎、浄池廟の論語猿：茂山忠三郎、殿様：野口隆行、小狸：熊本市選出児童4人、笛：相原一彦、大鼓：河村凜太郎、小鼓：久田陽春子、太鼓：加藤洋輝

【第3演】2022年9月22日　
【会場】熊本県立劇場演劇ホール　
【主催】木曽三川子ども狂言クラブ【共催】言葉の泉やまかわさとみ事務所
【出演】花岡山の白狐：大藏基誠、船場の古狸：野村又三郎、浄池廟の論語猿：茂山忠三郎、殿様：野口隆行、小狸：熊本市選出小中学生4人、笛：相原一彦、大鼓：河村凜太郎、小鼓：久田陽春子、太鼓：加藤洋輝

【第４演】2023年12月27日　
【会場】熊本城ホール（シビックホール）　
【主催】文化庁　【受託】幸祐 陽春子 能の会
【出演】花岡山の白狐：大藏基誠、船場の古狸：野村又三郎、浄池廟の論語猿：茂山忠三郎、殿様：野口隆行、小狸：野村信朗、山下晃一郎（熊本市立桜木中学校2年）

【第５演】2025年1月23日　
【会場】菊陽町図書館ホール　
【主催】文化庁　【受託】幸祐 陽春子 能の会【共催】菊陽町教育委員会　山川里海の能楽会
【出演】花岡山の白狐：大藏基誠、船場の古狸：野村又三郎、浄池廟の論語猿：茂山忠三郎、殿様：野口隆行、小狸：菊陽町児童6人
◆なごや妖怪狂言 「冥加さらえ」 テーマ：都市河川の浄化　(初演2014年)

【初演】2013年4月6日「名古屋堀川狂言会」
【会場】名古屋能楽堂
【主催】名古屋堀川ライオンズクラブ
【出演】河童太郎：佐藤融、おからねこ：井上松次郎、甘酒女：野村又三郎、龍神：野村萬斎、小河童：愛知県内選出児童16人

【第2演】2016年9月22日「戦国武将Lab」
【会場】名古屋能楽堂　
【主催】加藤清正公を大河ドラマに　愛知
【出演】河童太郎：鹿島俊裕、おからねこ：井上松次郎、甘酒女：野村又三郎、龍神：佐藤友彦、小河童：愛知県内選出児童8人

【第3演】2017年6月4日「なごや水フェスタ」　
【会場】鍋屋上野浄水場特設舞台（名古屋市）　
【主催】名古屋市上下水道局
【出演】河童太郎：鹿島俊裕、おからねこ：今枝郁雄、甘酒女：大橋則夫、龍神：佐藤友彦、小河童：愛知県内選出児童6人

【第4演】2019年2月2日「名古屋城夢つくり狂言会」　
【会場】名古屋能楽堂　
【主催】名古屋城本丸御殿PRイベント実行委員会　
【出演】河童太郎：鹿島俊裕、おからねこ：井上松次郎、甘酒女：野村又三郎、龍神：佐藤友彦、小河童：愛知県内選出児童8人

【第5演】2019年10月13日　
【会場】熊本城特設舞台　
【主催】熊本城お城まつり実行委員会
【出演】河童太郎：鹿島俊裕、おからねこ：井上松次郎、甘酒女：野村又三郎、龍神：佐藤融、小河童：愛知県内選出児童6人

【第6演】2020年1月26日　「第10回木曽川流域連携シンポジウム」
【会場】名古屋市中区役所ホール　
【主催】名古屋市上下水道局・木曽川流域ネットワーク
【出演】河童太郎：鹿島俊裕、おからねこ：井上松次郎、甘酒女：野村又三郎、龍神：佐藤友彦、小河童：愛知県内選出児童6人

【第7演】2020年12月5日　
【会場】名古屋市中村文化小劇場　
【主催】国づくり狂言プロジェクト
【出演】清須越し商家の太郎冠者：佐藤友彦、加藤清正の手下：大橋則夫、福島正則の手下：今枝郁雄　出演・河童太郎：鹿島俊裕、おからねこ：井上松次郎、甘酒女：野村又三郎、龍神：佐藤友彦、小河童：名古屋市選出児童6人

【第8演】2021年12月5日　
【会場】ぎふワールドローズガーデン　雅ホール　
【主催】木曽三川子ども狂言クラブ
【出演】河童太郎：鹿島俊裕、おからねこ：井上松次郎、甘酒女：大橋則夫、龍神：佐藤友彦、小河童：井上蒼大

【第9演】2022年9月17日
【会場】美和文化会館（愛知県あま市）　
【主催】愛知県建設局、あま市
【出演】河童太郎：鹿島俊裕、おからねこ：井上松次郎、甘酒女：今枝郁雄、龍神：佐藤友彦、小河童：井上蒼大

【第10演】2022年11月12日　
【会場】ぎふワールドローズガーデン　雅ホール　
【主催】中山道新作狂言プロジェクト
【出演】河童太郎：鹿島俊裕、おからねこ：井上松次郎、甘酒女：今枝郁雄、龍神：佐藤友彦、小河童：名古屋市児童2人

【第11演】2023年12月8日　
【会場】名古屋能楽堂　
【主催】文化庁　　【受託】幸祐　陽春子　能の会　
【出演】河童太郎：鹿島俊裕、おからねこ：井上松次郎、甘酒女：今枝郁雄、龍神：野村又三郎、小河童：井上蒼大

【第12演】2024年11月2日　
【会場】名古屋能楽堂　
【主催】やっとかめ文化祭実行委員会［構成団体：名古屋市、名古屋市教育委員会、（公財）名古屋市文化振興事業団、（公財）名古屋観光コンベンションビューロー、（公財）名古屋まちづくり公社、中日新聞社、名古屋観光ブランド協会、NPO法人大ナゴヤ・ユニバーシティー・ネットワーク］ 　
【出演】河童太郎：鹿島俊裕、おからねこ：井上松次郎、甘酒女：今枝郁雄、龍神：野村又三郎、小河童：岡田秀一、岡村寧彦、竹内　潤、寺西　凛、服部一心、服部燈希、船木さくら、山本　鈴、和田天禰

◆名古屋開府400年記念　清州越狂言「轍(ワダチ)」　テーマ：水辺の都市創造　(初演2010年)

【初演】2010年11月6日　
【会場】名古屋能楽堂　
【主催】清須越し400年事業ネットワーク
【出演】清須越し商家の太郎冠者：佐藤友彦、加藤清正の家来：佐藤融、福島正則の家来：今枝郁雄

【第2演】2011年5月14日　
【会場】豊国神社（名古屋市）　
【主催】豊国神社
【出演】清須越し商家の太郎冠者：佐藤友彦、加藤清正の家来：佐藤融、福島正則の家来：今枝郁雄

【第3演】2013年4月6日「名古屋堀川狂言会」　
【会場】名古屋能楽堂　
【主催】堀川ライオンズ
【出演】清須越し商家の太郎冠者：佐藤友彦、加藤清正の家来：佐藤融、福島正則の家来：今枝郁雄

【第4演】2013年11月9日　
【会場】清須市民センターホール　
【主催】清須市教育委員会
【出演】清須越し商家の太郎冠者：佐藤友彦、加藤清正の家来：佐藤融、福島正則の家来：今枝郁雄

【第５演】2016年9月22日　
【会場】名古屋能楽堂　
【主催】N加藤清正公を大河ドラマに　愛知
【出演】清須越し商家の太郎冠者：佐藤友彦、加藤清正の家来：大橋則夫、福島正則の家来：今枝郁雄

【第6演】2016年11月27日　
【会場】海津市歴史民俗資料館能舞台　
【主催】名古屋城総合事務所・海津市歴史民俗資料館
【出演】清須越し商家の太郎冠者：佐藤友彦、加藤清正の家来：大橋則夫、福島正則の家来：今枝郁雄

【第7演】2019年2月2日 「名古屋城夢つくり狂言会」　
【会場】名古屋能楽堂
【主催】名古屋城本丸御殿PRイベント実行委員会
【出演】清須越し商家の太郎冠者：佐藤友彦、加藤清正の家来：大橋則夫、福島正則の家来：今枝郁雄

【第8演】2019年10月13日　
【会場】熊本城特設舞台　
【主催 】熊本城お城まつり実行委員会
【出演】清須越し商家の太郎冠者：佐藤友彦、加藤清正の手下：大橋則夫、福島正則の手下：今枝郁雄

【第9演】2020年2月24日　
【会場】美和文化会館（愛知県あま市）　
【主催】あま市美和文化会館
【出演】清須越し商家の太郎冠者：佐藤友彦、加藤清正の手下：大橋則夫、福島正則の手下：今枝郁雄

【第10演】2023年3月12日　
【会場】木田八劔社（愛知県あま市）
【主催】木田八劔社拝殿竣工祭実行委員会
【出演】清須越し商家の太郎冠者：佐藤友彦、加藤清正の手下：大橋則夫、福島正則の手下：今枝郁雄

【第11演】2023年11月11日　
【会場】菊泉院（愛知県あま市）
【主催】福島正則顕彰会
【出演】清須越し商家の太郎冠者：佐藤友彦、加藤清正の手下：鹿島俊裕、福島正則の手下：今枝郁雄
◆名古屋城本丸御殿復元記念狂言「夢つくり」 テーマ：水源林の保全　(初演2008年) 

【初演】2008年9月20日 「名古屋城本丸御殿復元着工記念　ゆめつくり狂言会」
【会場】名古屋能楽堂
【主催】名古屋市文化振興事業団
【出演】主人：佐藤８友彦、太郎冠者：今枝郁雄、山伏：佐藤融、山神：井上菊次

【第2演】2013年5月23日 「名古屋城本丸御殿　玄関・表書院完成記念式典」
【会場】名古屋能楽堂
【主催】名古屋市観光文化交流局
【出演】大名：井上松次郎、山伏：野村又三郎、太郎冠者：佐藤融

【第3演】2016年5月30日　
【会場】名古屋能楽堂　
【主催】名古屋市観光文化交流局
【出演】大名：井上松次郎、山伏：野村又三郎、太郎冠者：鹿島俊裕

【第4演】2016年12月10日　
【会場】美和文化会館（愛知県あま市）　
【主催】名古屋市観光文化交流局・あま市
【出演】大名：井上松次郎、山伏：野村又三郎、太郎冠者：鹿島俊裕

【第5演】2016年11月27日　
【会場】海津市歴史民俗資料館能舞台　
【主催】名古屋市観光文化交流局・海津市
【出演】大名：井上松次郎、山伏：野村又三郎、太郎冠者：鹿島俊裕

【第6演】2019年2月2日　
【会場】名古屋能楽堂　
【主催】名古屋城本丸御殿PRイベント実行委員会
【出演】大名：井上松次郎、山伏：野村又三郎、太郎冠者：鹿島俊裕
◆木曽三川子ども狂言「失せうろこ」　テーマ：治水史跡と清流魚の保全　(初演2008年)(コロナ禍を除く定演)
【初演】　2010年4月25日　
【会場】治水神社特設舞台　以降 2023年まで定演。
　2010年11月3日　会場・海津市歴史民俗資料館能舞台　○以降2018年まで定演
　2013年7月　岐阜県中津川市かしも明治座　○以降2019年まで定演
　2015年　名古屋城祭り招待出演　○以降2023年まで定演。
　　　　　　岐阜県池田町文化会館　招待公演　主催:桜を守る会
　2022年　鹿児島 岐阜 姉妹県外盟約50周年記念事業　招待公演　関ヶ原センターホール　主催:岐阜県

◆尾張手話狂言「おそそ仁王」　テーマ：水郷の歴史と共生　(初演2018年)

【初演】2018年10月7日
【会場】鳥取県米子市コンベンションセンター　
【主催】第5回全国高校生手話パフォーマンス甲子園
【出演】愛知県立杏和高校JRC部

【第2演】2019年3月 「第37回耳の日記念 聴覚障害者と県民のつどいin稲沢」
【主催】稲沢市
【出演】愛知県立杏和高校JRC部　

◆山川里海子ども狂言「おそそ仁王」　テーマ：水郷の災害史と歴史観光　(初演2016年)

【初演】2016年2月10日　
【会場】美和文化会館（愛知県あま市）

【第３演】2018年4月7日　「福島正則公銅像除幕式」
【会場】名古屋堀川特設舞台
【出演】愛知県尾張地域の児童15人

【第6演】2020年2月24日
【会場】美和文化会館（愛知県あま市）
【出演】愛知県尾張地域の児童

◆山川里海子ども狂言「狐鬼灯(きつねほおずき)」　テーマ：輪中の防災と歴史観光　(初演2015年)

【初演】2018年11月3日　
【会場】海津市歴史民俗資料館能舞台
【出演】海津市立海西小学校6年生

## 【企画プロデュース】
- 2022年・2023年　ウェルフェア2023 ～福祉・医療・健康の総合展～「脳能プロジェクト」招待出展ブース
- 2021年2月刊行「いきいき脳狂言DVD」～声・所作・記憶～3枚セット 医療監修：山本直人（脳神経外科学会指導医）「脳能プロジェクト」
- 2018年(Theatre in Japan)』(英語版)掲載 - （発行:公益社団法人国際演劇協会日本センター）
- 2021年3月刊行「知ろう☆守ろう木曽三川DVD＆冊子」（主催：木曽三川子ども狂言クラブ）
- 2014年～2018年「かしも明治座森モリプロジェクト」木曽川上下流200人交流（主催：木曽三川子ども狂言クラブ）
- 2006年スペインサラゴサ万博「龍 夢」
- 2005年「森・川・祭シンポジウム」愛・地球博瀬戸会場（主催：木曽三川RECC）
- 2004年「森づくりシンポジウム」コーディネーター　会場・南木曽富貴の森ホテル（主催：南木曽林業研究会）
- 2004年「全国ヨシ原会議」津島神社儀礼殿 / 弥富市文化センター大ホール（主催：国土交通省中部地方整備局木曽川下流河川事務所）